# Aardbevingen in Kumamoto 2016
De aardbevingen in Kumamoto op 16 april 2016 zijn een serie van aardbevingen in de Japanse prefectuur Kumamoto.
De grootste beving vond plaats op 15 april 2016 om 01:25:06 uur lokale tijd en had een kracht van 7,0 op de momentmagnitudeschaal. Het epicentrum van deze beving lag op een diepte van 10 kilometer onder de stad Kumamoto. Een voorschok met een magnitude van 6,2 op een diepte van 11 kilometer vond plaats op 14 april om 21.26 uur.
Bij deze twee bevingen kwamen minstens 44 mensen om het leven en raakten circa 3000 mensen gewond. In de prefecturen Kumamoto en Oita richtten de bevingen veel schade aan. Veel gebouwen stortten in of vlogen in brand. Meer dan 44.000 mensen moesten vanwege de ramp worden geëvacueerd.

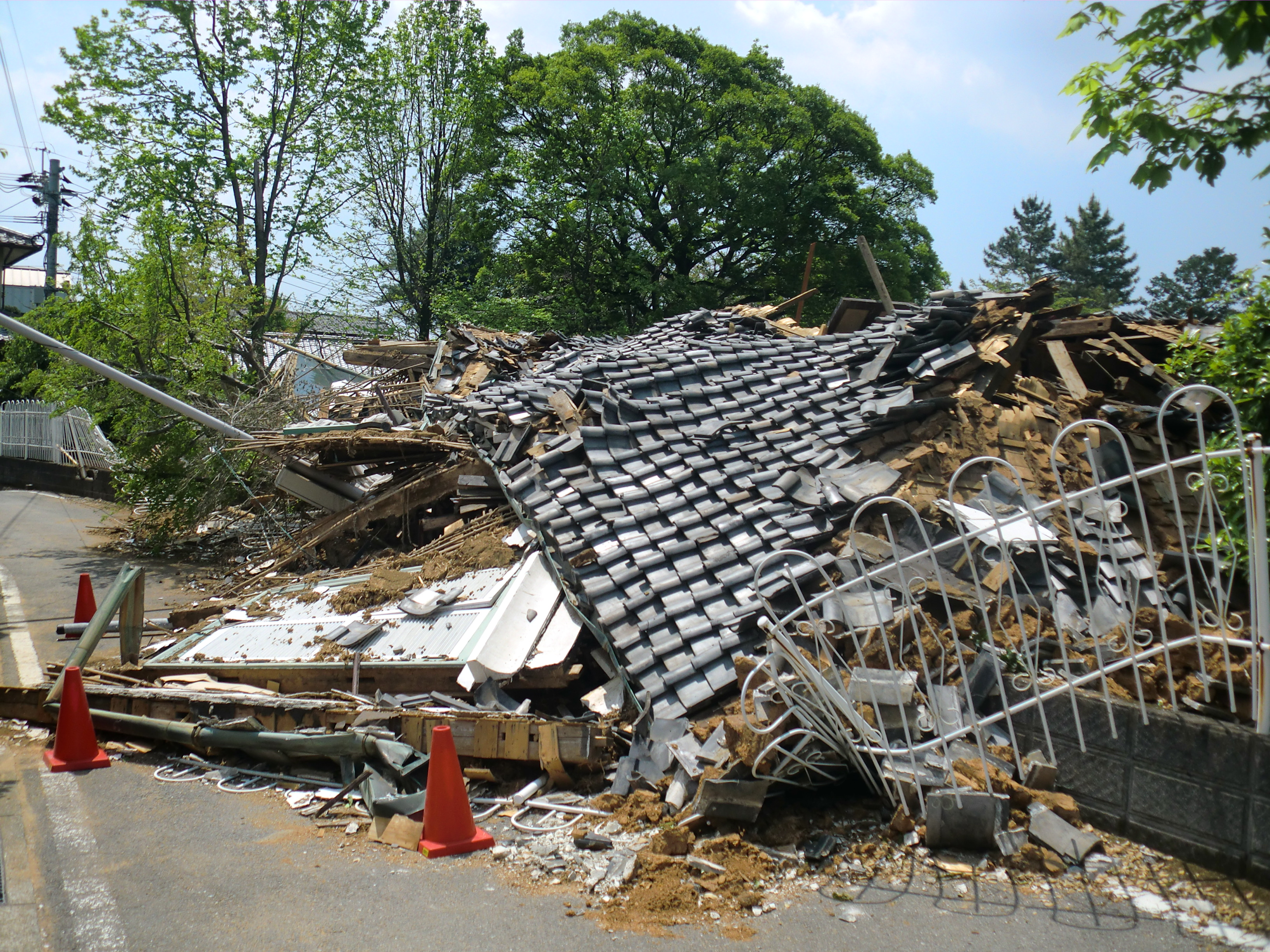
Ingestort huis
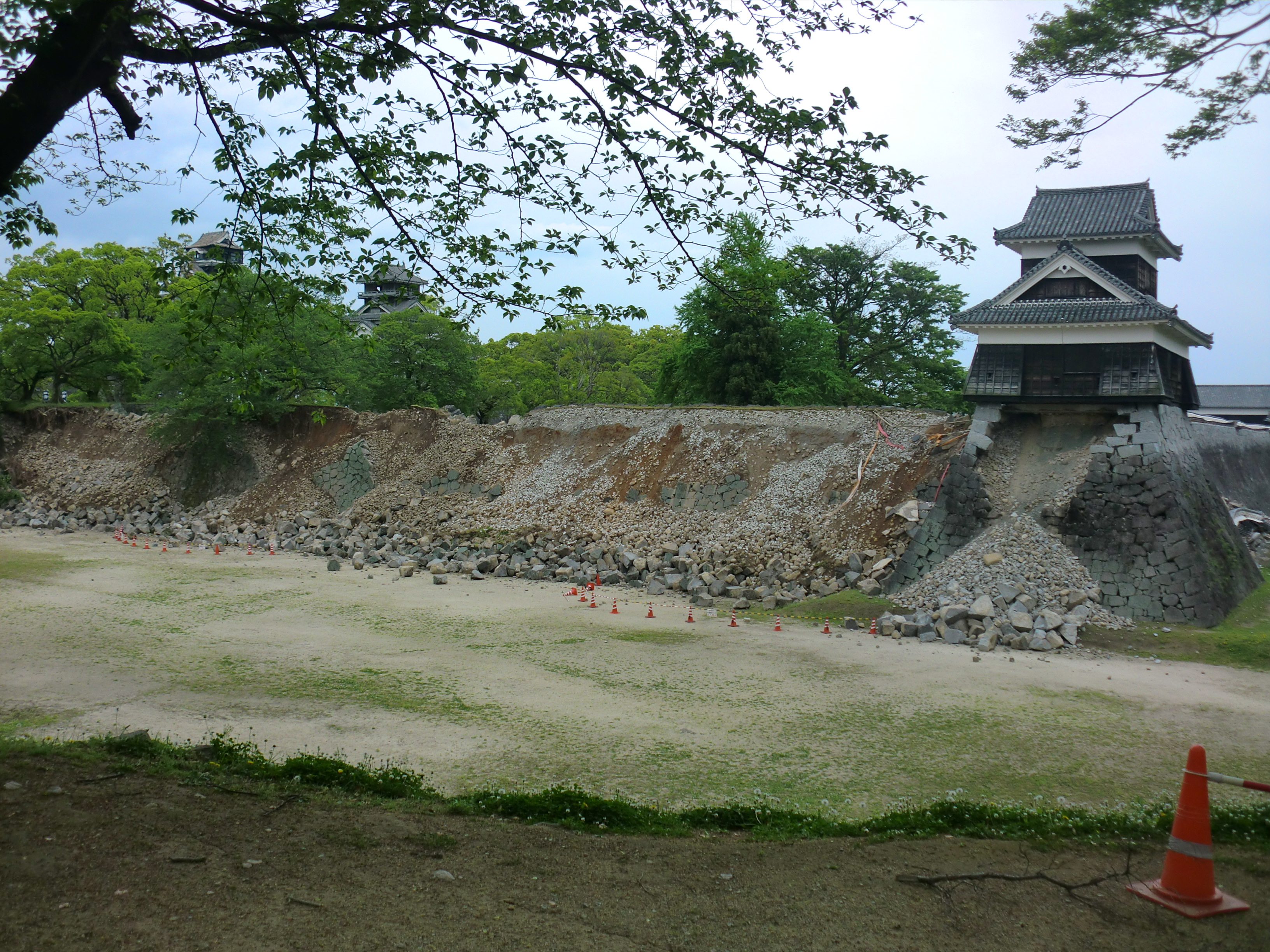
Kasteel van Kumamoto na de aardbeving
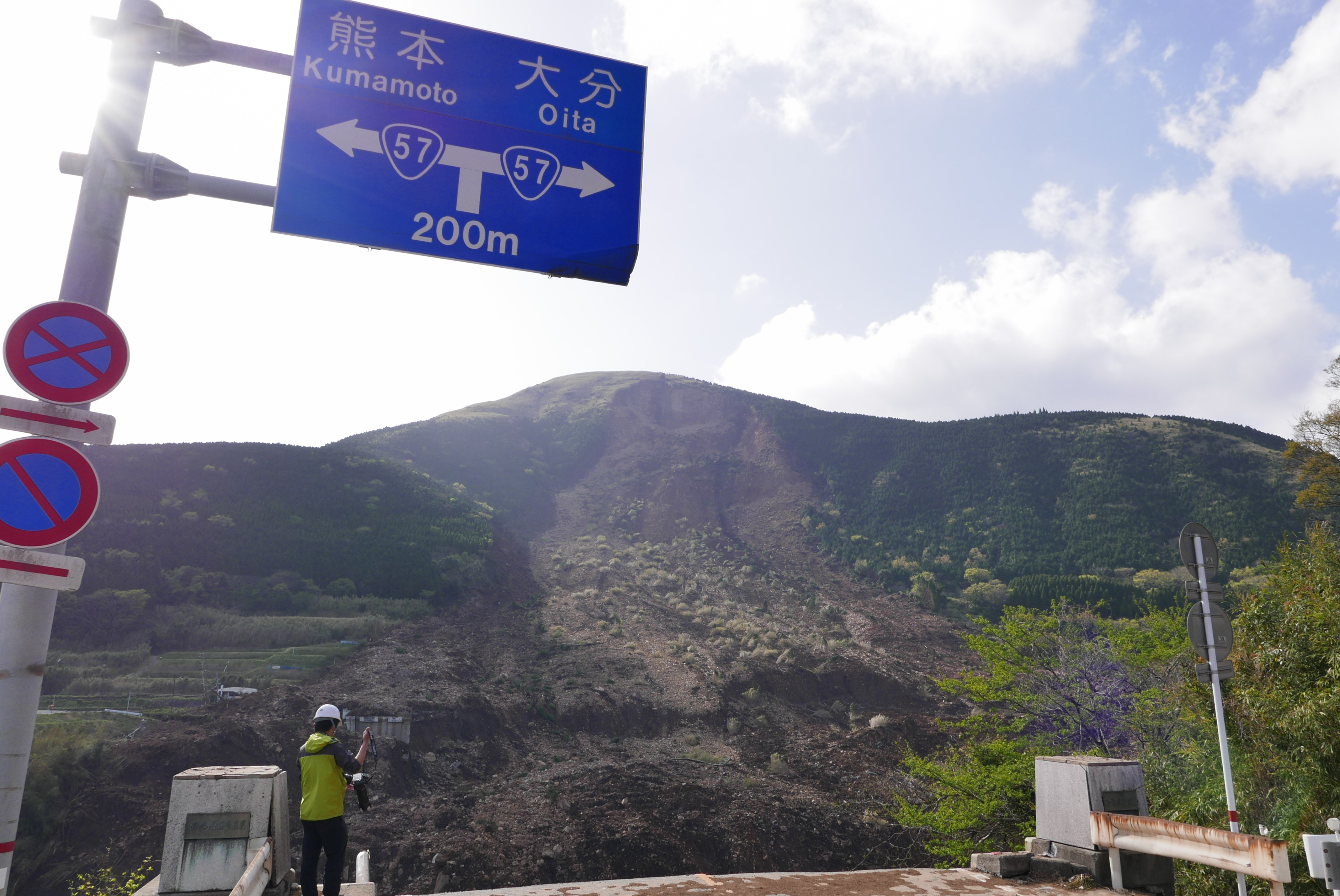
Ingestorte brug door een aardverschuiving